# Jo van der Mey
Joan Melchior van der Mey (soprannominato Jo) (Delfshaven, 19 agosto 1878 – Geulle, 6 giugno 1949) è stato un architetto e progettista olandese, tra i precursori della cosiddetta Scuola di Amsterdam.

## Biografia
Van der Mey fu allievo e collaboratore di Eduard Cuypers figura chiave nella nascita del movimento architettonico olandese. Presso il suo studio, infatti, lavorarono, fino al 1910, anche Michel de Klerk e Piet Kramer, ideatori insieme a Jo della nascente scuola. Durante questi anni, nel 1906, Van der Mey vince il prestigioso Prix de Rome olandese per l'architettura e comincia a lavorare direttamente con la città di Amsterdam che lo assume in qualità di consulente estetico presso la Sezione Lavori Pubblici, in modo da garantire l'unità artistica alle proprie costruzioni. In questa veste nel 1911 realizzò la facciata per la Casa delle palme dell'Orto botanico di Amsterdam, tra gli altri edifici.

## Lo Scheepvaarthuis
Nel 1912 progetta il caratteristico Scheepvaarthuis (in italiano Casa della navigazione), collocato in Prins Hendrikkade, uno dei suoi lavori più noti. L'edificio, costruito tra il 1913 e il 1928, è il quartier generale di sei compagnie di navigazione, tra le principali in Olanda, che hanno commissionato l'opera e sorge nel punto in cui il navigatore ed esploratore olandese Cornelis de Houtman partì per il suo primo viaggio nelle Indie orientali nel 1595. Nel corso della sua carriera Van der Mey si dedicò in particolar modo alla progettazione di ponti, canali e diversi complessi abitativi.

## Galleria d'immagini

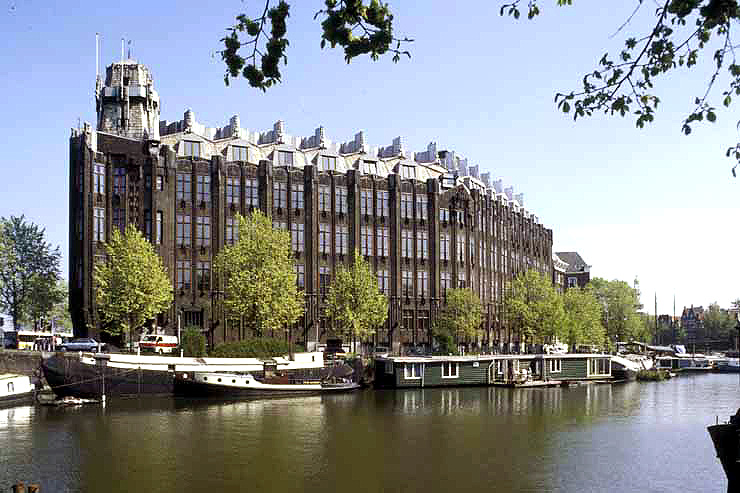
Scheepvaarthuis (1912)
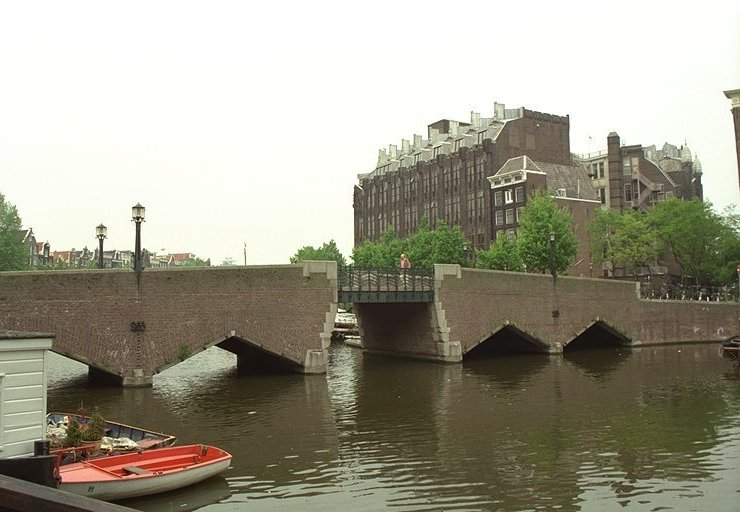
Binnen/Buiten Bantammerstraat (1913/'14)
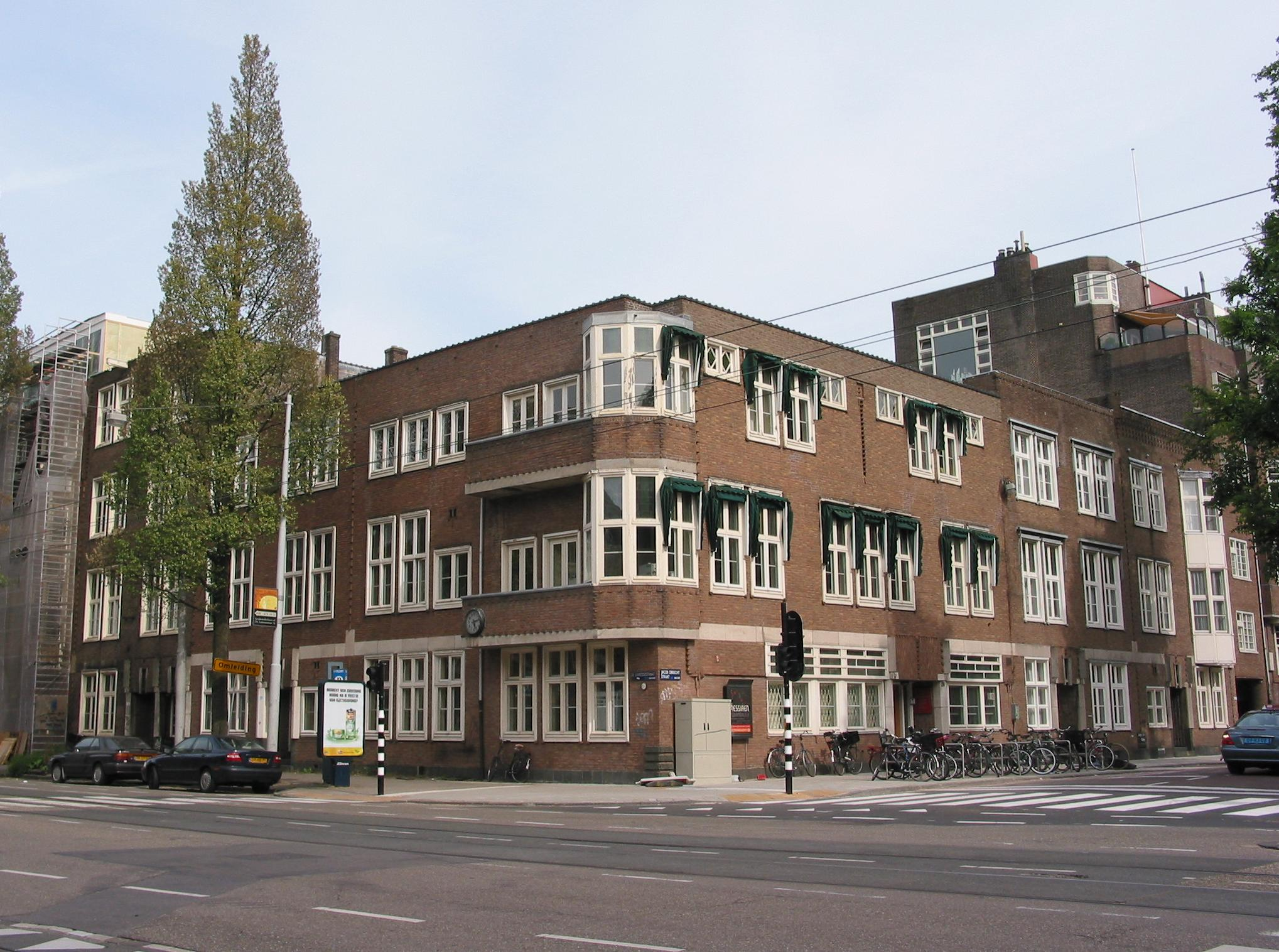
Lairessestraat
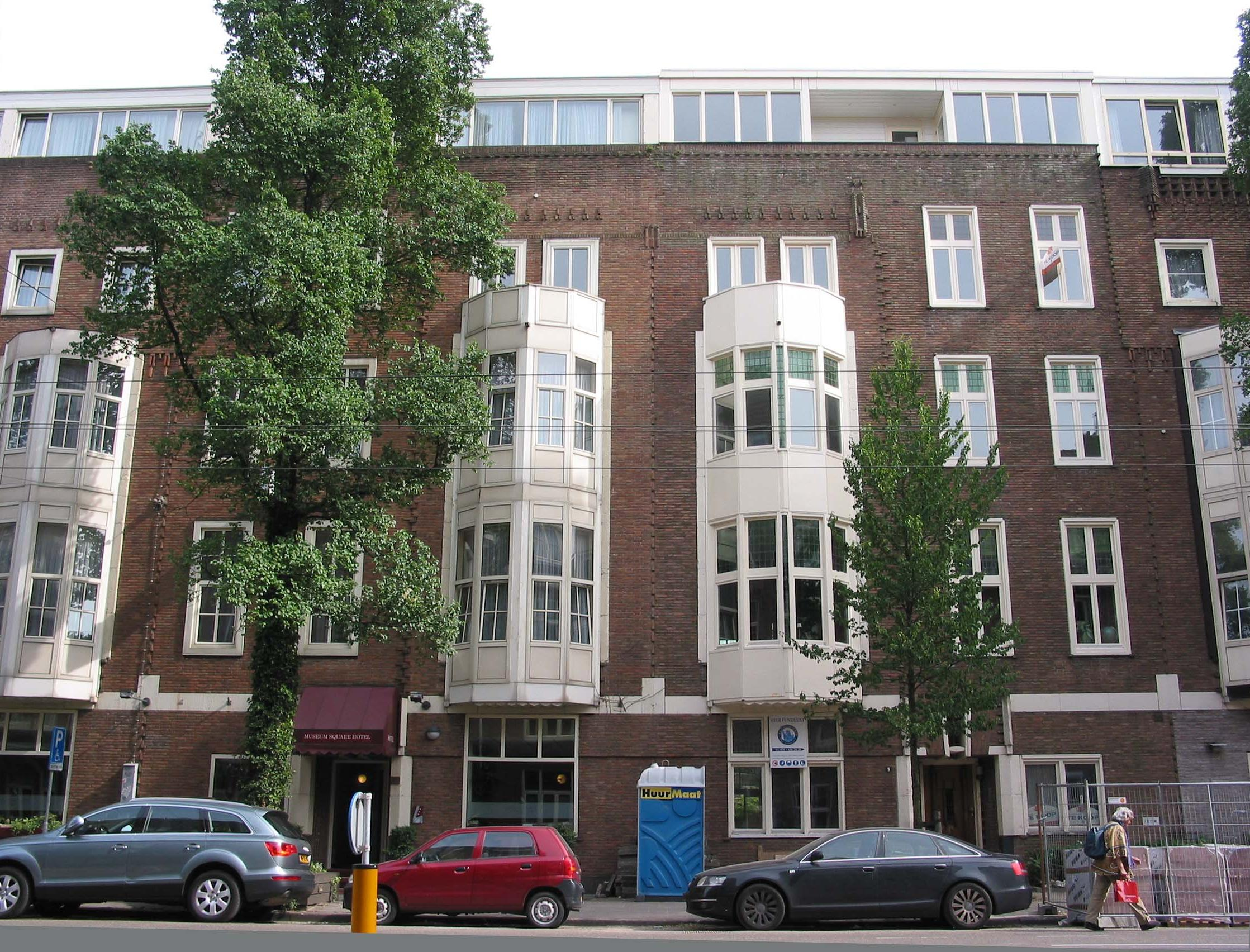
De Lairessestraat 5-11